# Xperi
Xperi, cuya razón social es Xperi Holding Corporation (anteriormente Tessera, cuya razón social era Tessera Holding Corporation), es una empresa tecnológica estadounidense que concede licencias de tecnología y propiedad intelectual en ámbitos como la informática móvil, las comunicaciones, la memoria y el almacenamiento de datos, y las tecnologías de circuitos integrados tridimensionales (CI 3D), entre otros. Los mercados incluyen soluciones de empaquetado e interconexión de semiconductores, móviles, imágenes computacionales, audio y automoción. Tessera, filial de Xperi, ha concedido licencias de su tecnología de empaquetado de chips a numerosos fabricantes de semiconductores, como Intel y Samsung Electronics.
A medida que la empresa ha ido evolucionando, ha ampliado su negocio mediante la creación de Invensas, una empresa innovadora en tecnologías de semiconductores y embalaje de nueva generación. La empresa sigue creciendo y expandiéndose a través de numerosas adquisiciones: FotoNation, especializada en la mejora y el análisis de imágenes y vídeos; Ziptronix, especializada en tecnologías de circuitos integrados tridimensionales; DTS, Inc., una empresa de tecnologías de audio; y la adquisición de activos de Pelican Imaging.
El 19 de diciembre de 2019, Xperi y TiVo Corporation anunciaron su intención de fusionarse. La entidad superviviente opera bajo el nombre de Xperi Holding Corporation, y se convirtió en una de las mayores empresas de licencias del mundo. La fusión se completó el 1 de junio de 2020.

## Historia
Tessera fue fundada en 1990 por antiguos científicos de investigación de IBM.
A continuación se enumeran algunos hitos de la empresa:
- 1994: Hitachi y Shinko Electric Industries Ltd. obtienen la licencia de las tecnologías de Tessera
- 2005: Samsung licencia las tecnologías de Tessera
- 2005: Adquisición de activos de Shellcase MVP[6]
- 2006: Adquisición de DigitalOptics Corporation[7]
- 2007: Adquisición de Eyesquad[8]
- 2008: Adquisición de FotoNation[9]
- 2009: Ganó la sentencia de la Comisión de Comercio Internacional contra Motorola, Qualcomm, Freescale Semiconductor y Spansion en mayo.
- 2011: Funda Invensas Corporation
- Noviembre de 2011: Samsung amplía el acuerdo de licencia de 2005 con Tessera[10]
- 2013: Vende el negocio de microóptica
- 2013: Cerró la instalación de fabricación alquilada en Zhuhai, China, y consolidó las capacidades de fabricación en Taiwán[11]
- 2014: Anunció el cese de las operaciones de fabricación de mems | cam[12]
- 2015 Adquirió Ziptronix[13]
- Noviembre de 2016: Adquirió los activos de Pelican Imaging[14]
- Diciembre de 2016: Adquirió DTS, Inc.[15]
- Mayo de 2021: TiVo Corporation, filial al cien por cien de Xperi Holding Corporation, acuerda adquirir los activos de MobiTV del capítulo 11 de la ley de quiebras[16]

En febrero de 2017, cambió su nombre de Tessera Holding Corporation a Xperi Corporation.